# Missing You
Missing You je píseň americké elektropopové skupiny The Black Eyed Peas. Píseň pochází z jeho pátého studiového alba The E.N.D.. Produkce se producent Printz Board.

## Hitparáda
| Země    | Umístění |
| ------- | -------- |
| Belgie  | 7        |
| Francie | 21       |